# Lenna Kuurmaa
Lenna Kuurmaa (Tallin, 26 de septiembre de 1985), es una cantante y actriz estonia. Fue miembro del grupo femenino Vanilla Ninja, tras lo cual comenzó una carrera solista en 2009.

## Biografía
Sus padres son Rain y Anne Kuurmaa, y también tiene un hermano, Raido, tres años mayor que Lenna. A los cuatro años se unió al coro infantil de la ETV, donde participó durante algunos años. Para mejorar su talento musical decidió aprender a tocar el violín. Asistió a un colegio de habla alemana en donde conoció a la futura miembro de Vanilla Ninja Maarja Kivi.

### Vanilla Ninja
En 2002, junto a otras tres chicas, y bajo la supervisión del productor estonio Sven Lohmus, Lenna Kuurmaa formó la banda de pop-rock Vanilla Ninja. En 2003 lanzaron su primer álbum, distribuido solo en Estonia, con una mezcla de canciones en estonio e inglés. El mismo año participaron en el Eurolaul con la canción "Club Kung Fu". La canción fue la favorita del público pero no del jurado, finalizando en el noveno puesto entre diez competidores. Lohmus más tarde entregaría la representación del grupo al productor alemán David Brandes a cambio de una suma no revelada. De la mano de Brandes el grupo logró ingresar al mercado alemán. Un segundo álbum, "Traces of Sadness", llegó a ubicarse entre los diez primeros en ventas, logrando un disco de oro y expandiendo la notoriedad del grupo hacia países vecinos como Suiza y Austria. Sería Suiza quién invitaría al grupo a representar al país en la edición 2005 del festival Eurovisión con la canción "Cool Vibes". En el concurso, a pesar de liderar la tabla de puntajes durante el primer tercio de la votación, finalizarían en octavo lugar, el mejor resultado de Suiza en muchos años. En 2007 volverían a concursar en el Eurolaul buscando representar a Estonia en Eurovisión con la canción "Birds of Peace", sin llegar a lograr su objetivo. En 2008 fueron invitadas a participar del Festival de Viña del Mar representando a Estonia, en donde se alzaron con el premio a mejor intérprete. Para el cuarto disco de Vanilla Ninja, "Love Is War", lanzado en 2006, Lenna fue responsable de coescribir varios temas con su compañera de banda Piret Järvis. La crítica resaltó su "crecimiento como vocalista" y el haberse afirmado como vocalista principal y líder de la banda tras la partida de Maarja Kivi.
Una muestra de la popularidad alcanzada por Vanilla Ninja en Estonia es la existencia de una línea de helados con su nombre que todavía se comercializa en 2022.

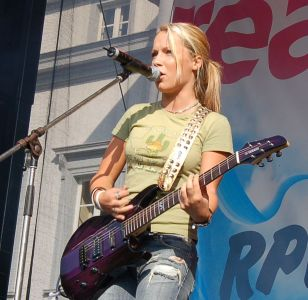
Lenna Kuurmaa en 2005, como parte de Vanilla Ninja.

### Carrera solista
Aprovechando una pausa en las actividades de Vanilla Ninja, Lenna comenzó una carrera solista en 2009 bajo el nombre "Lenna". En 2010 lanzó su primer álbum en solitario, también llamado "Lenna", coescrito y producido por Vaiko Eplik, anterior líder de Claire's Birthday y Ruffus. Esta última banda compitió con Vanilla Ninja en el Eurolaul de 2003 y fue finalmente la elegida para participar en Eurovisión de ese año representando a Estonia. La relación entre Lenna y Vaiko Eplik, sin embargo, comenzó en los años noventa al ser ambos parte del coro infantil de la ETV, compartiendo escenario en varias oportunidades. Eplik también fue responsable de editar el disco bajo su propia compañía discográfica independiente Mortimer Snerd. El disco le valió a Lenna cuatro premios de la música estonia, incluyendo el reconocimiento a la canción del año. A este primer álbum le siguieron "Teine" en 2013 y "3X" en 2018, disco con el que volvió a recibir el reconocimiento de artista femenina del año en los premios anuales a la música estonia. En paralelo a sus discos solistas en 2014 editó el disco "Moonland", una colaboración con la banda del mismo nombre. Es frecuentemente invitada a los estudios de la radioteledifusora estatal estonia ERR en cada presentación de material nuevo o anuncio de presentación en vivo.

### Eurovisión
Como solista, Lenna volvería a intentar representar a su país en Eurovisión participando en el Eesti Laul en distintas ocasiones:
- En 2010 con la canción "Rapunzel", coproducida por Vaiko Eplik, finalizando en la segunda posición.[27]
- En 2012 con la canción "Mina jään" ("Me quedo") alcanzó nuevamente la segunda posición.
- En 2014 con la canción "Supernoova" ("Supernova") finalizó en el cuarto lugar.
- En 2017 lo intentó nuevamente, esta vez con la canción "Slingshot", finalizando en el séptimo lugar.

## Cine y televisión
Kuurmaa ha también trabajado en distintos roles en cine y televisión. A finales del año 2006 empezó el rodaje de "Kuhu põgenevad hinged" película en la cual interpretó el personaje de Maya. Esta película se estrenó en los cines de Estonia el 17 de octubre de 2007. A esta película se le sumarían series de televisión ("Kodu keset linna"), obras de teatro ("Perikles"), musicales y publicidades. En 2012 tuvo un rol en la película finlandesa "Vuosaari" dirigida por Aku Louhimies, en donde estuvo a punto de rechazar el papel ya que requería de un desnudo frontal.

## Vida personal
Tiene tres hijos: Ami y Matilda, fruto de un matrimonio anterior con Robert Vaigla, y uno con Lauri Mäesepp, con quien contrajo matrimonio en 2021. En 2020 abandonó Tallin para mudarse con su familia a Setomaa, a 250km de la capital. En 2022 publicó un libro llamado "Elu ilmaveerel" relatando esta experiencia de re-arraigo en la parte este del país.